# Concentra Imperial
O GRES Concentra Imperial é uma escola de samba da cidade do Rio de Janeiro.
A agremiação foi fundada em 6 de outubro de 2019, a partir do bloco carnavalesco "Concentra mas não sai" criado em 2015, em Santa Cruz, zona oeste do Rio de Janeiro. Desfilou pela primeira vez no feriado de Tiradentes em 2022, na Estrada Intendente Magalhães, pelo grupo de avaliação do Carnaval Carioca, apresentando um enredo sobre a pimenta, conseguindo o acesso à Série Bronze, ficando em terceiro lugar na classificação geral.
No desfile de 2023, sob forte chuva, a escola homenageou o bairro vizinho de Sepetiba. Com o enredo "Çape-Tyba", a agremiação foi vice-campeã da Terça-Feira de Carnaval, conquistando uma das cinco vagas disponíveis para o acesso à Série Prata para o carnaval do ano seguinte.
Em 2024, com o enredo Recreio... Sol, Mar e Folia, do carnavalesco Davi Gbanna, a escola ficou em 13º lugar, última posição antes do rebaixamento, conseguindo permanecer na Série Prata.

## Segmentos

### Presidência
| Mandato               | Presidente   | Referência |
| --------------------- | ------------ | ---------- |
| Fundação - atualmente | Marcos Ramos | [ 2 ]      |

### Casal de Mestre-Sala e Porta-Bandeira
| Ano               | Nome                            | Ref.  |
| ----------------- | ------------------------------- | ----- |
| 2024              | Ewerton Anchieta e Cássia Maria |       |
| 2025 - atualmente | Willian Miranda e Cássia Maria  | [ 3 ] |

## Carnavais
| Ano  | Colocação              | Grupo                                        | Enredo | Carnavalesco   | Ref.        |
| ---- | ---------------------- | -------------------------------------------- | --- | -------------- | ----------- |
| 2022 | 3.º Lugar              | Grupo de Avaliação (quinta divisão)          | Pimenta nos Olhos dos Outros é... Concentra (Compositores: Gil Lessa, Claudio Gregório, Marcos Padrinho, Binho e Assis Peixeiro)                                                             | Galileu Santos | [ 4 ] [ 5 ] |
| 2023 | Vice-campeã            | Série Bronze (Terça-feira) (quarta divisão)  | Çape-Tyba (Compositores: Marcelo Borboleta, Douglas Ramos, Marcos Padrinho,Wendel Couto, Guto Biral, Tom Moreno, Bebetinho, DGR7, Nito Souza, Ricardo Pimenta, Mais Bola e Fernando de Lima) | Galileu Santos | [ 6 ]       |
| 2024 | 13.º Lugar             | Série Prata (Sexta-feira) (terceira divisão) | Recreio... Sol, Mar e Folia | Davi Gbanna    | [ 7 ]       |
| 2025 | 21.º Lugar (Rebaixada) | Série Prata (terceira divisão)               | Quem me guia | Davi Gbanna    | [ 8 ]       |